# Brenscheider Mühle
Die Brenscheider Mühle ist eine frühneuzeitliche Kornmühle in Nordrhein-Westfalen. Unmittelbar benachbart ist die neuere Brenscheider Ölmühle. Das Ensemble der Brenscheider Mühlen ist ein technisches Kulturdenkmal und liegt im Nahmertal in der Gemeinde Nachrodt-Wiblingwerde südlich von Hohenlimburg an der Gemeindegrenze zu Schalksmühle.

## Wohnplatz
Der Wohnplatz Brenscheider Mühle gehörte bis zum 19. Jahrhundert dem Kirchspiel, Amt, Rezeptur und Landgericht Altena der Grafschaft Mark an. Ab 1816 war der Ort Teil des Schulbezirks Wiblingwerde der Steuergemeinde Wiblingwerde der Landbürgermeisterei Altena im Kreis Altena. Der laut der Ortschafts- und Entfernungs-Tabelle des Regierungs-Bezirks Arnsberg als Mühle kategorisierte Ort besaß 1839 ein Wohnhaus, ein Mühlgebäude und zwei landwirtschaftliche Gebäude. Zu dieser Zeit lebten sieben Einwohner im Ort, allesamt evangelischen Bekenntnisses.
Die Gemeinde- und Gutbezirksstatistik der Provinz Westfalen führt 1871 den Ort als Mahlmühle Bredenscheidermühle mit zwei Wohnhäusern und 23 Einwohnern auf. Das Gemeindelexikon für die Provinz Westfalen gibt 1885 für Bernscheider Mühle eine Zahl von 23 Einwohnern an, die in einem Wohnhaus lebten. 1895 besaß der Ort zwei Wohnhäuser mit 14 Einwohnern, 1905 werden zwei Wohnhäuser und 12 Einwohner angegeben.
Am 1. April 1907 wurden die Gemeinden Wiblingwerde und Kelleramt zu der Gemeinde Nachrodt-Wiblingwerde vereint, wodurch Brenscheider Mühle zum heutigen Gemeindegebiet kam.

## Kornmühle
Die mit Wasserkraft betriebene Kornmühle im Nahmertal wurde 1593 erstmals schriftlich erwähnt. Erbaut wurde sie wahrscheinlich ein paar Jahre vorher. Sie war eine landesherrliche Bannmühle in der Grafschaft Mark. Mit dem Wechsel der Herrschaft von den Herzögen von Kleve, kam sie an Kurbrandenburg beziehungsweise später an das Königreich Preußen. Um 1700 herum hatten etwa 800 Bauern in der Mühle ihr Korn mahlen zu lassen. Aufgrund der schlechten landwirtschaftlichen Bedingungen der Umgebung blieb auch der Ertrag der Mühle gering.
Die Mühle wurde durch Wasserkraft betrieben. Dazu wurde oberhalb ein Bach aufgestaut, der zwei Mühlräder antrieb. Die Landesherren vergaben die Mühle an Pächter. Lange Zeit wechselten die Pächterfamilien oft. Im Jahr 1765 wurde die Mühle an die Familie Brenscheid in Erbpacht übergeben. Diese bewirtschaftete die Mühle bis 1839, als die Mühle in Privatbesitz überging. Sie wurde an Johann Diedrich vom Hagen verkauft. Zu Anfang des 19. Jahrhunderts wurde an der Mühle eine Bäckerei errichtet. Im Besitz dieser Familie ist sie noch immer. Die abgelegene Mühle warf immer weniger Ertrag ab und wurde 1952 geschlossen. In den folgenden Jahren verfielen Anlage und Gebäude. Seit 1975 wurde sie restauriert. Ein neues Mühlrad wurde installiert und aus einer nicht mehr in Betrieb befindlichen Bäckerei wurden die nötigen Anlagen übernommen und installiert. Seit 1984 wird in der Mühle regelmäßig wieder Brot gebacken.
Die Mühle ist ein zweigeschossiger Bau mit Satteldach. In dem älteren Teil aus Fachwerk befanden sich die beiden Mühlräder. Ein zweiter später angebauter Teil aus Bruchstein diente als Bäckerei. Angebaut wurde an der Giebelseite das eigentliche Backhaus (Backes) mit dem Ofen. Bedient wird dieser aus dem Inneren des Mühlengebäudes. Die Mühle steht heute unter Denkmalschutz.

## Ölmühle

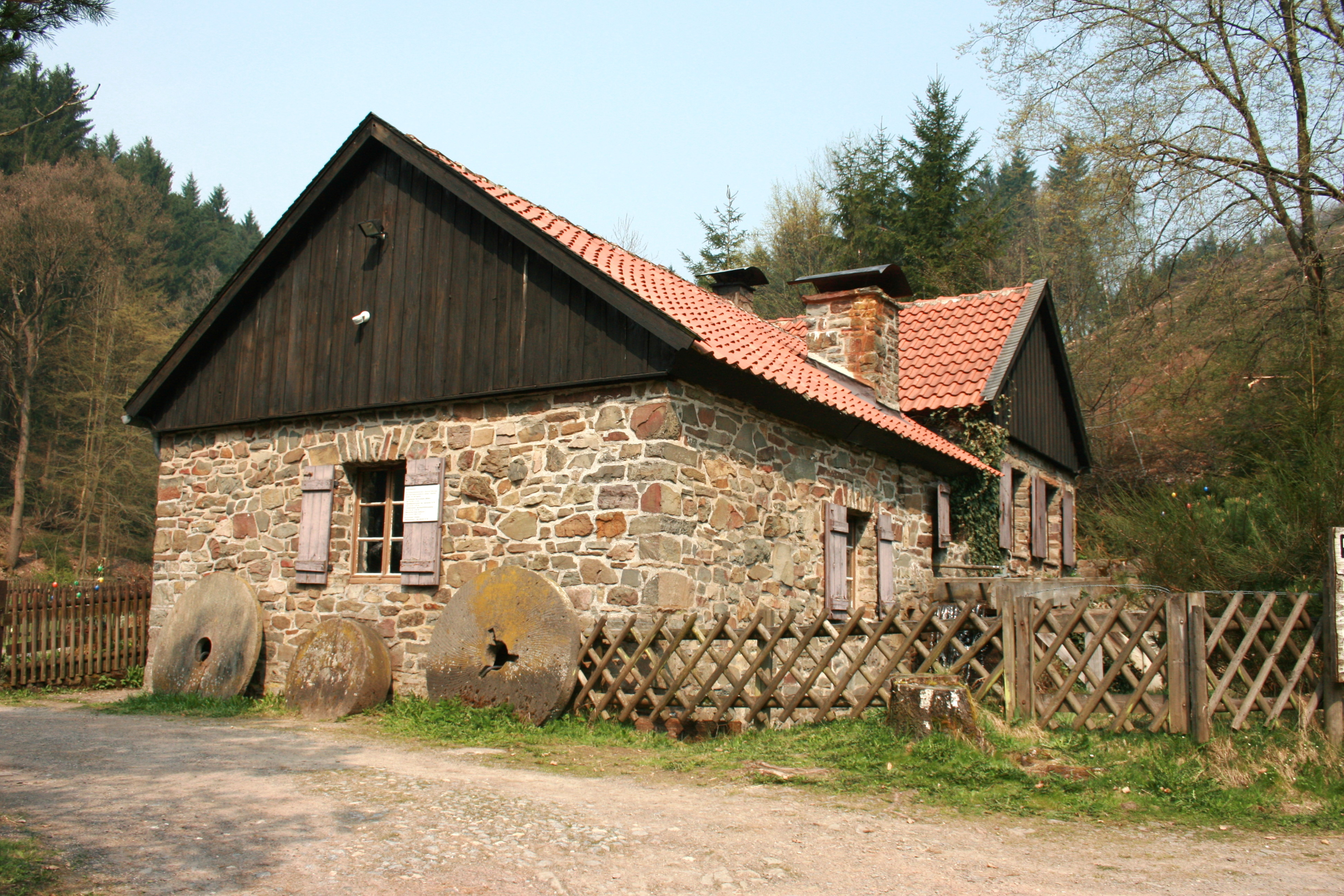
Brenscheider Ölmühle

Die benachbarte Ölmühle an der Mündung des Brenscheider Bachs in die Nahmer wurde 1845 von Johann Dietrich von Hagen erbaut. Diese produzierte aus Raps Öl. Die Mühle ist eingeschossig und aus Bruchsteinmauerwerk. Durch die wachsende Konkurrenz industriell hergestellten Öls wurde sie zu Beginn des 20. Jahrhunderts stillgelegt, während des Ersten Weltkrieges wieder in Betrieb genommen und 1923 endgültig geschlossen. In der Folge begann der Bau zu verfallen. In den 1950er Jahren erfolgten erste Renovierungen auf private Initiative. Die Mühle ging 1958 in den Besitz des Kreises Altena über. Sie steht seit 1982 unter Denkmalschutz. In der Folge wurde sie von der Gemeinde Nachrodt-Wiblingwerde und dem Märkischen Kreis renoviert.
Neben der Kornmühle gibt es ein Restaurant. Rund um das Mühlenensemble existieren mehrere thematische Wanderwege.